# Сензо
Сензо (на френски: Cinsault) е десертен сорт грозде, с произход от Франция. Разпространен е в Южна Франция, Русия и някои други лозарски страни. В България площите от него са малко, главно във Врачанска област (Оряховски район).
Сензо е средно зреещ винен и десертен сорт. Гроздето му узрява през първата половина на септември. Развива се добре на хълмове с леки, свежи и топли почви. Има средно силен растеж, висока родовитост и висок добив. Той е сравнително устойчив на суша и на студ. Не е достатъчно устойчив на гниене.
Дава редовни и добри добиви. Гроздът е средно голям до голям, коничен, рядко крилат, полусбит. Зърно е едро, яйцевидно, понякога деформирано. Кожицата е средно дебела, обагрена тъмносиньо до синьо-черно, с изобилен восъчен налеп. Кожицата е тънка, жилава. Месото е сочно, слабо хрупкаво, сладко, с хармоничен вкус и със специфичен привкус.
Сензо е винен сорт, но гроздето му е много добро и за консумация в прясно състояние. Когато е засаден на подходящи почви, от гроздето се получават доброкачествени червени вина.